# Rafael Motta
Pour les articles homonymes, voir Motta.
Rafael Huete da Motta, né le 15 août 1986 à Natal est un politicien brésilien. Membre du Parti socialiste brésilien (PSB), il est élu député fédéral en 2014 pour l'état du Rio Grande do Norte.

## Vie personnelle
Rafael Motta est le fils de Ricardo Motta, un ancien député d’État, membre du PSB.
Avant de devenir député, Rafael Motta était ingénieur.

## Carrière politique
En 2014, Rafael Motta est élu député avec l'étiquette du Parti républicain de l'ordre social (PROS).
En décembre 2015, il est exclu de son parti après avoir critiqué l'utilisation abusive des fonds du parti. Il rejoint alors le Parti socialiste brésilien (PSB).
En février 2016, il est élu Président du PSB de l'état du Rio Grande do Norte. La même année, il vote en faveur de la destitution de la Présidente Dilma Rousseff.
Il est réélu député fédéral en 2018 avec l'étiquette du PSB.
En 2022, il est candidat aux élections sénatoriales dans l'état du Rio Grande do Norte. Il est défait, remportant 22,8 % des voix et terminant en troisième position.